# Heldere hemel
Heldere hemel is het boekenweekgeschenk van 2012, geschreven door Tom Lanoye. Het kwam uit in maart 2012, op de eerste dag van de Boekenweek, die in 2012 als motto hanteerde "Vriendschap en andere ongemakken".

## Historisch Feit
Op 4 juli 1989, Independence Day, stortte een onbemande Russische MiG-23 neer op een huis in Bellegem bij Kortrijk. Hierbij kwam de negentienjarige Wim Delaere om (zie: Vliegtuigongeluk bij Kortrijk). Dit gegeven is door de auteur verwerkt in zijn boek.

## Samenvatting
De ervaren Russische straaljagerpiloot Andrej Volkonski, Sovjetheld op zijn retour, besluit zijn MiG-23-gevechtstoestel al dan niet terecht met zijn schietstoel te verlaten. Zelf breekt hij een been bij de landing maar het toestel vliegt zelfstandig door over het IJzeren Gordijn heen richting België, met het hoofdkantoor van NATO. Twee Amerikaanse F-15's onderscheppen en begeleiden het onbemande toestel op zijn laatste vlucht.
Op de grond in Kooigem wordt Vera van Dyck geconfronteerd met een plotselinge echtscheiding. Vlak nadat ze de sloten van haar villa heeft laten vervangen, staat Carla – de minnares van haar echtgenoot Walter – al bij haar binnen. Carla blijkt bovendien een ex-liefje van de zoon van Vera en Walter, Peter, hun enige kind. Na een heftig gesprek vertrekt Carla en even later staat Peter toevallig voor de deur van het huis. Vera wil snel wat bankzaken gaan regelen en vraagt haar zoon om even op het huis te passen.
Peter geniet op zolder van een jointje en wordt daarbij het laatste slachtoffer van de Koude Oorlog. De villa in Kooigem staat op het terrein van ‘ground zero’, de laatste rustplaats van de onbemande Russische MiG.

## Thema’s
Verloren Vriendschap, Echtscheiding, Koude Oorlog, IJzeren Gordijn, Perestrojka, Glasnost.

## Voetnoot
1. ↑  http://dewerelddraaitdoor.vara.nl/media/88987. Gearchiveerd op 13 mei 2013.